# Clan Broun
Broun (oder auch Brown) ist der Name eines schottischen Clans in East Lothian, Schottland.

## Namensherkunft
Der Name Broun oder Brown kommt sowohl in der schottischen, als auch in der englischen Sprache vor. Schon in alten englischen Schriften (als Brun) erwähnt, leitet sich der Name vom Adjektiv der Farbe Braun oder Dunkelrot ab. Er taucht auch im Althochdeutschen auf, nämlich als Brunn; Aus diesem Namen wiederum entwickelte sich der französische Nachname le Brun. Eine Familie dieses Namens war kurz nach der normannischen Eroberung Englands durch Wilhelm den Eroberer Lehnsherren in der nordenglischen Provinz Cumberland. 
Broun wird auch als eine Anglisierung von Mac a' Bhriuthainn in Betracht gezogen, was so viel heißt wie „Sohn des Brehon“ (Richters); Diese Bezeichnung ist bereits als MacBrayne ins Englische übersetzt worden, oder sie stellt eine direkte Übersetzung von MacIlledhuinn dar.

## Chief
Chief of the Name and Arms of Broun ist seit 2007 Sir Wayne Broun, 14. Baronet, of Colstoun.

## Schlösser
- Bruntsfield House
- Carsluith Castle (historisch)